# ネストル・バステレチェア
ネストル・バステレチェア・アルサドゥン（Nestor Basterretxea Arzadun, 1924年5月6日 - 2014年7月12日）は、スペイン・ビスカヤ県ベルメオ出身の彫刻家・画家・映画監督。バスク人。

## 経歴
父親のフランシスコ・バステレチェアは政治家であり、バスク民族主義党(PNV)から選出されてスペイン国会下院議員を務めた。1924年、ネストル・バステレチェアはビスカヤ県・ベルメオに生まれた。1950年代から1960年代にかけて、バスク人のアイデンティティの危機に関連した前衛芸術運動や、形式的には大規模化や空虚の概念などに焦点を当てた活動で、エドゥアルド・チリーダ、ホルヘ・オテイサ、レミヒオ・メンディブルなど他のバスク人芸術家の先頭に立った。
1952年には他のバスク人芸術家とともに、ギプスコア県・オニャティにあるアランツァス教会堂の再建を委託され、バステレチェアは地下聖堂に設置する絵画の制作を割り当てられた。1年に及ぶ制作期間中には、教会堂関係者によって絵画が論争の対象に置かれたり、制作を一時停止するなどの出来事もあった。アランツァス教会堂の建物は1955年に完成し、バステレチェアの絵画制作自体は1984年に完了したが、老練なバステレチェアが最終的にクライアントと合意に達し、絵画が公に発表されたのは2009年9月になってからだった。このアランツァス教会堂再建計画は、1960年代に芸術家グループ「ガウル」（Gaur、今日）の影響力の確立に道を開いた。
バステレチェアは映像製作も行っており『Operación H』（1963年）、『Pelotari』（1964年）、『Alquézar, retablo de pasión』（1965年）などの短編に加え、長編ドキュメンタリーの『Ama Lur』（1966年、母なる地球）、何本かのドキュメンタリー映画を撮っている。フランシスコ・フランコ独裁政権の検閲など数えきれないほどの困難にもかかわらず、フェルナンド・ラルケルトと共同監督を務めた『Ama Lur』でスポットライトを浴びる位置に戻り、サン・セバスティアン国際映画祭で批評家や観衆に称賛された。1973年にはビルバオ美術館で、バスク神話で例示される木で製作した19作品からなる『バスク宇宙』シリーズを製作した。2008年にはこのシリーズをビルバオ美術館に寄贈した。
1980年代にはバスク自治州政府の文化評議員を2年間務め、1982年には自治州議会の議長席上部に、バステレチェアによる7本に枝分かれした木（「7つは1つ」を意味する）の彫刻が設置された。1980年代末にはふたつの代表作を残している。『La Paloma de Paz』（平和の鳩）という作品は、当初はサン・セバスティアンのラ・スリオラ海岸に設置されていたが、後にエスタディオ・アノエタの敷地内のロータリーに移された。1989年にはバスクの羊飼いのモニュメントがアメリカ合衆国のネバダ州レノに設置された。70歳代になると、バスク祖国と自由(ETA)とスペイン政府の衝突を作品に反映させ始めた。2005年にはバスク科学・文化研究機関によってエウスコ・イカスクンツァ賞を受賞した。フランシスコ・ザビエルの命日である12月3日は国際バスク語デーとして制度化されているが、バステレチェアは国際バスク語デーのロゴをデザインした。
2014年7月12日、ギプスコア県オンダリビアの自宅で死去した。90歳だった。

## 作品

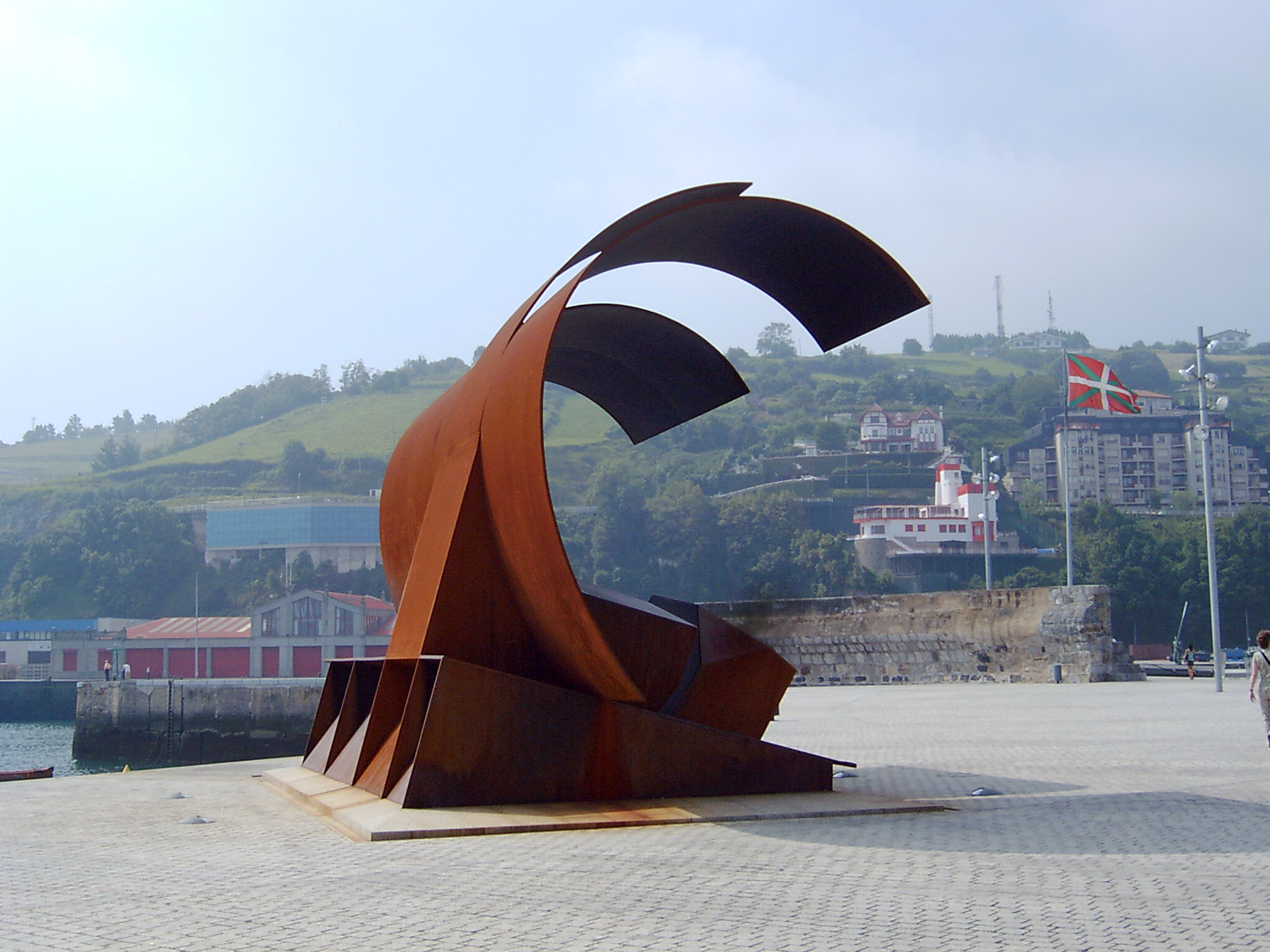
『波』ビスカヤ県・ベルメオ
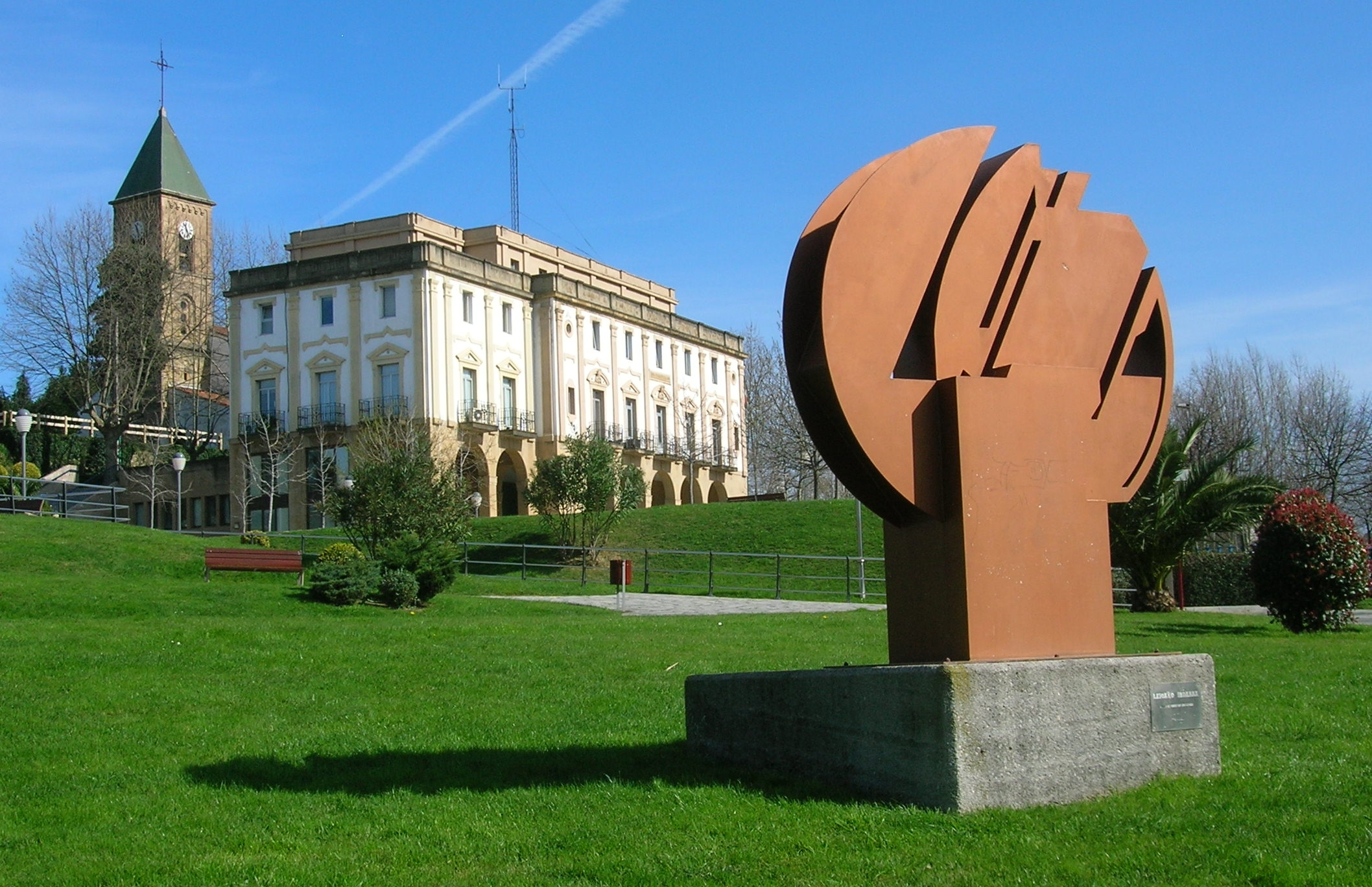
『レイオアコ・インダラ』ビスカヤ県・レイオア
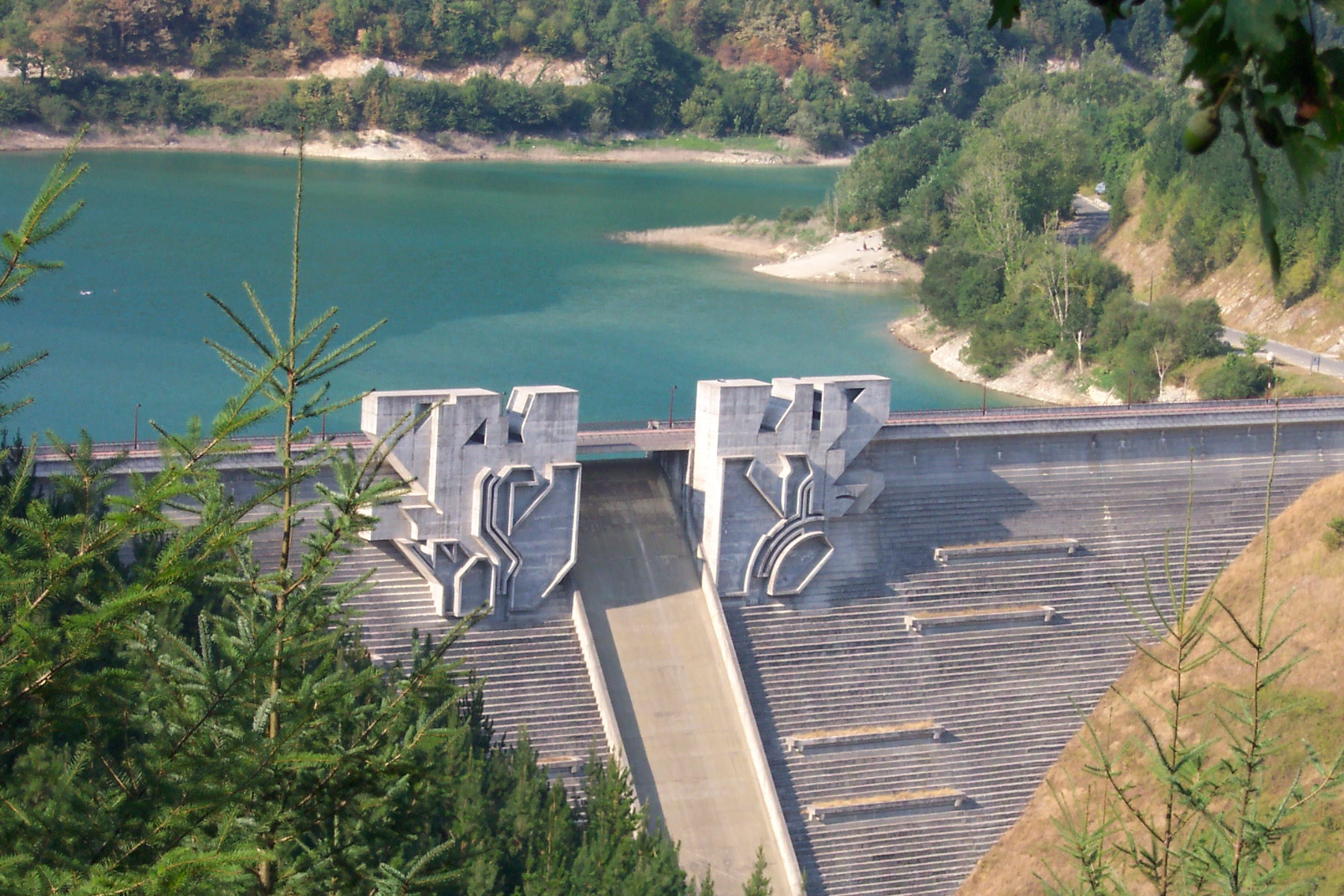
ギプスコア県・アリアランにあるダム放水口近くの彫刻
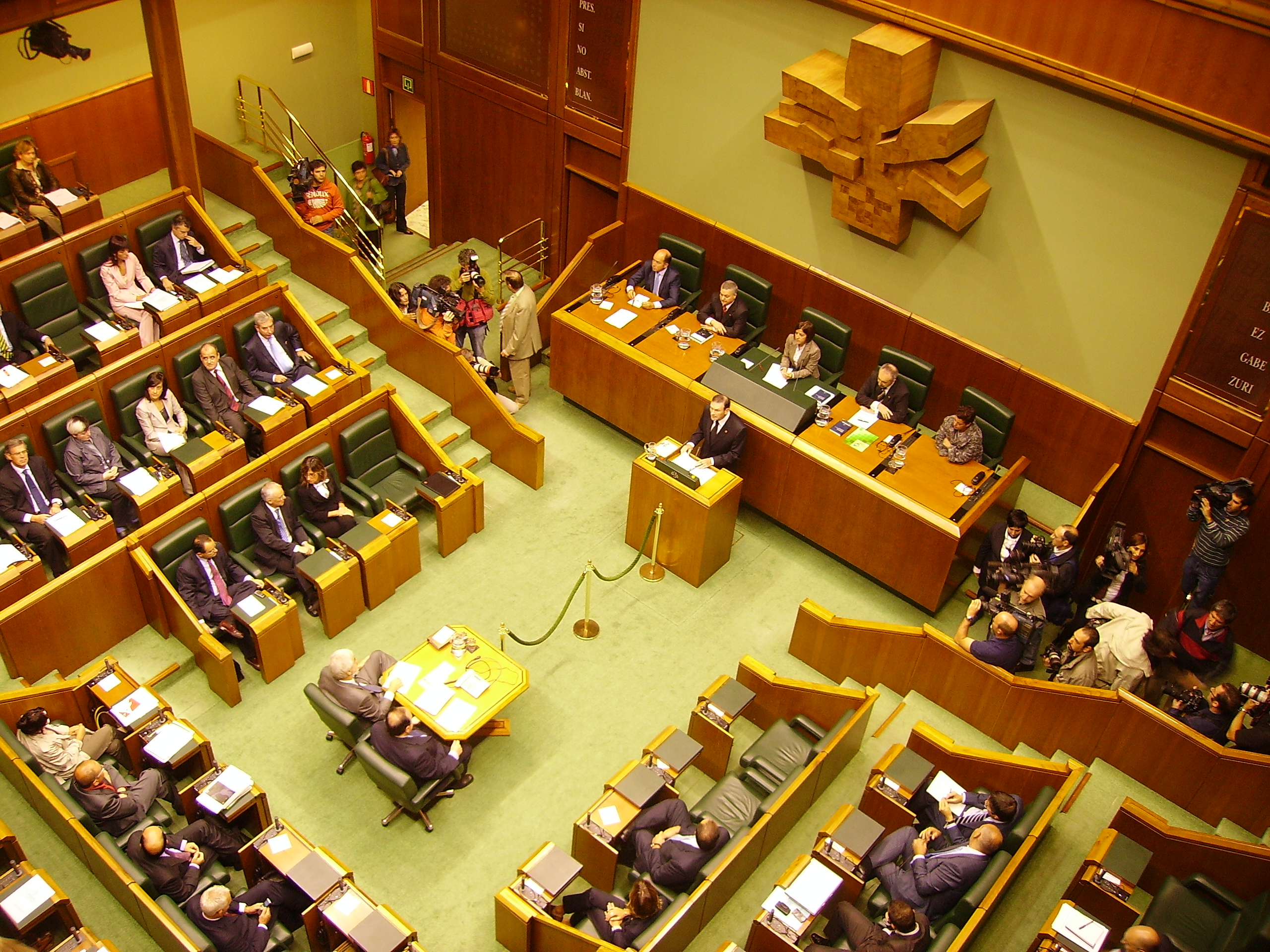
バスク自治州議会議長席上部の彫刻